# Milady Félix de L'Official
Milady Félix de L'Official (Azua, 1906-Santo Domingo, 21 de mayo de 2001) fue una abogada, escritora, política y diplomática dominicana. En 1942 fue elegida miembro de la Cámara de Diputados, siendo parte del primer grupo de Congresistas mujeres dominicanas.

## Trayectoria
L'Official nació con el nombre de Milady Félix Miranda en Azua en 1906, hija de Altagracia Miranda y Francisco Félix Matos. Asistió a la escuela en Azua hasta los diez años, cuando sus padres se mudaron a San Pedro de Macorís. Cuando tenía 16 años su familia se mudó a Santo Domingo, donde asistió a la Escuela Normal Superior.
Se graduó en Derecho por la Universidad Autónoma de Santo Domingo en 1932. Posteriormente trabajó como asesora judicial de la compañía nacional de seguros San Rafael y fundó la Federación Nacional de Abogados.
Contribuyó junto con Margarita Peynado a la redacción del Proyecto de Ley de 1940 para conceder a la mujer dominicana los Derechos Civiles, originalmente planteado en el año 1932 por Abigail Mejía. Este Proyecto de Ley formó parte de las estrategias desde la Acción Feminista Dominicana para eliminar la desigualdad entre hombres y mujeres.
Siendo miembro del colegio de abogados, fue candidata en las elecciones generales de 1942, las primeras después de que las mujeres vieran reconocido su derecho al voto. Siendo el Partido Dominicano del presidente Rafael Trujillo el único partido legal, fue elegida sin oposición y se convirtió en una de las tres primeras mujeres en el Congreso. Se convirtió en Secretaria de la Cámara. En 1952 fue elegida al Senado por la provincia de Azua.
Después de dejar la política, fue nombrada vicecónsul en 1961 en la ciudad de Nueva York. Falleció en Santo Domingo el 21 de mayo de 2001.